# Mitsuke
Mitsuke (見附市?) è una città giapponese della prefettura di Niigata.